# Nguyễn Văn Huyên
Nguyễn Văn Huyên (1905-1975) là một giáo sư, tiến sĩ, nhà sử học, nhà dân tộc học, nhà giáo dục, nhà nghiên cứu văn hóa Việt Nam. Ông cũng là người giữ chức vụ Bộ trưởng Bộ Quốc gia Giáo dục Việt Nam trong thời gian dài nhất với 28 năm, 350 ngày.

## Tiểu sử
Ông sinh ngày 16 tháng 11 năm 1905 tại Hà Nội, nguyên quán tại xã Kim Chung, huyện Đan Phượng (cũ), phủ Hoài Đức, tỉnh Hà Đông (nay thuộc huyện Hoài Đức, Thành phố Hà Nội). Cha ông là cụ Nguyễn Văn Vượng, mẹ ông là cụ Phạm Thị Tí. Ông cụ Vượng làm công chức cho chính quyền thuộc địa Pháp và mất khi ông Huyên mới 8 tuổi, mẹ ông làm nội trợ. Chị gái ông là bà Nguyễn Thị Mão (sau này là vợ Khâm sai Bắc bộ Phan Kế Toại), tốt nghiệp niên khoá 1924-1927 của Trường Cao đẳng Sư phạm Đông Dương. Bà Mão là nữ giáo viên đầu tiên của Việt Nam. Bà đã hỗ trợ 2 anh em đi học ở Pháp.
Năm 18 tuổi, ông và người em trai là Nguyễn Văn Hưởng được gia đình cho đi Pháp du học. Ông học tú tài toàn phần rồi Cử nhân Văn khoa năm 1929, Cử nhân Luật năm 1931 tại Đại học Sorbonne. Trong thời gian nghiên cứu Tiến sĩ ở Pháp, ông dạy học tại Trường Ngôn ngữ Đông phương. Năm 1934 ông là người Việt Nam đầu tiên bảo vệ thành công luận án tiến sĩ văn khoa tại Đại học Sorbonne, Paris với luận án chính "Hát đối đáp nam nữ thanh niên ở An Nam" và luận án phụ "Nhập môn nghiên cứu nhà sàn ở Đông Nam Á". Hai bản luận án này được xếp loại xuất sắc, được in thành sách và xuất bản ở Pháp với sự hoan nghênh của giới chuyên môn Pháp, Đức, Hà Lan...

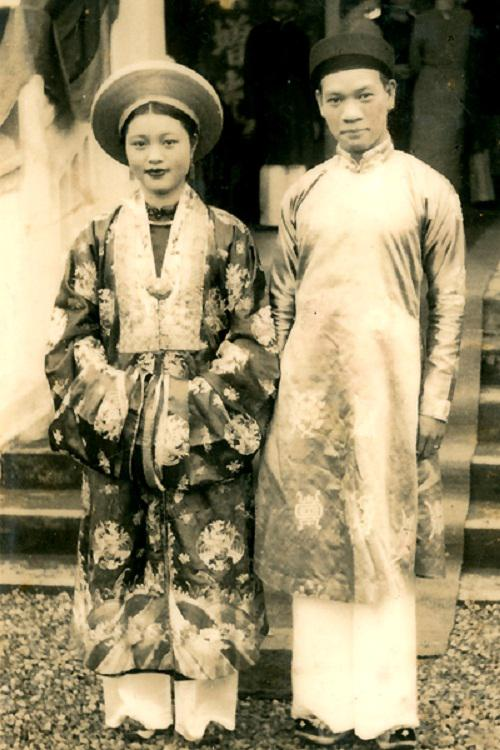
Ông Nguyễn Văn Huyên và bà Vi Kim Ngọc trong đám cưới năm 1936.

Năm 1935 ông trở về nước, khước từ làm quan, dạy học tại Trường Bưởi (trường Bảo hộ), Ban Tú tài bản xứ. Năm 1936 ông kết hôn với tiểu thư Vi Kim Ngọc, con gái Tổng đốc Thái Bình Vi Văn Định. Năm 1938 ông tham gia Hội truyền bá chữ quốc ngữ và chuyển sang nghiên cứu tại Trường Viễn Đông Bác cổ với chức danh Ủy viên thường trực, năm 1941 ông là Ủy viên Hội đồng nghiên cứu khoa học Đông dương. Năm 1938, ông giúp thành lập bộ môn Lịch sử văn minh Việt Nam tại trường Đại học Luật Hà Nội. Ông tham gia các hoạt động của Đảng Xã hội Việt Nam.
Trong cuộc Cách mạng tháng Tám, ông là một trong những người đại diện trí thức Thủ đô cùng với Ngụy Như Kon Tum, Nguyễn Xiển, Hồ Hữu Tường ký bức điện yêu cầu vua Bảo Đại thoái vị, nhường quyền kiểm soát đất nước cho nhân dân qua chính phủ cách mạng.
Sau khi cuộc Cách mạng tháng Tám thành công, ông được cử giữ chức Tổng Giám đốc Đại học vụ (đến 26/11/1946 được thay bởi Hồ Đắc Di; Phó Giám đốc là Ngụy Như Kontum) Bộ Quốc gia Giáo dục kiêm Giám đốc Viện Viễn Đông Bác Cổ.
Tháng 11 năm 1946, ông được cử giữ chức Bộ trưởng Bộ Quốc gia Giáo dục (nay là Bộ Giáo dục và Đào tạo) của Chính phủ Liên hiệp Kháng chiến Việt Nam Dân chủ Cộng hòa thay cho Ca Văn Thỉnh và giữ chức vụ này trong 29 năm cho đến khi mất vào tháng 10 năm 1975. Phụ tá cho ông có ba Thứ trưởng: Võ Thuần Nho, Hồ Trúc, Lê Liêm.
Ông là đại biểu Quốc hội Việt Nam từ khóa II đến khóa V, ủy viên Đoàn Chủ tịch Ủy ban Trung ương Mặt trận Tổ quốc Việt Nam.
Năm 1960, ông Nguyễn Sỹ Tỳ (Bí thư Đảng ủy Bộ Giáo dục) gặp và xin ý kiến Chủ tịch Hồ Chí Minh và Bộ Chính trị về việc giới thiệu ông Nguyễn Văn Huyên vào Đảng. Và thực tế, ông Nguyễn Văn Huyên đã làm đơn xin vào Đảng và hoàn thành bản lý lịch tự thuật. Hồ Chủ Tịch thẳng thắn ý kiến ông Huyên "ở ngoài Đảng có lợi cho cách mạng hơn".
Ông qua đời ngày 19 tháng 10 năm 1975 tại Hà Nội.

## Công trình nghiên cứu
Ông để lại một số công trình, bài nghiên cứu về văn hoá và giáo dục, trong đó đáng chú ý là:
- Sự thờ phụng thần thánh ở nước Nam (1944).
- Văn minh nước Nam (1944).
- Toàn tập Nguyễn Văn Huyên (2000).
- Những bài nói và viết về giáo dục (1990) (Số in 56 - Số XB 234 - NCKT)
- Những kinh nghiệm tiên tiến của nền giáo dục xã hội chủ nghĩa ở Cộng Hòa Dân Chủ Đức (1962) (Số in 557/HĐ. Số XB 29/TK) (Đồng tác giả: Nguyên chủ nhiệm Nhà xuất bản Giáo dục Việt Nam Nguyễn Sỹ Tỳ)
- Vấn đề cải cách giáo dục ở Liên Xô (1962) (Số in 673. Số XB 13-TK) (Đồng tác giả: Nguyên chủ nhiệm Nhà xuất bản Giáo dục Việt Nam Nguyễn Sỹ Tỳ)

## Đóng góp
Ông được giới chuyên môn ở Việt Nam đánh giá là người đã cùng học giả Đào Duy Anh đặt nền móng cho nghiên cứu văn hoá, văn minh Việt Nam. Các nghiên cứu của ông góp phần khẳng định người Việt Nam có tín ngưỡng của riêng mình thể hiện qua việc thờ thành hoàng như Phù Đổng, Tản Viên, Chử Đồng Tử. Thông qua các nghiên cứu với phương pháp và cách tiếp cận khoa học của Nguyễn Văn Huyên về văn học dân gian, lễ hội truyền thống, kiến trúc, địa lý học lịch sử, cấu trúc giai tầng trong xã hội, người ta có thể nhận thấy tinh thần, tâm lý dân tộc Việt Nam. Nhà sử học Trần Quốc Vượng đã viết: "Ông, là một nhà khoa học nhân văn lớn và hiện đại đầu tiên ở nửa đầu thế kỷ XX này"..."Giới nghiên cứu trẻ/già hôm nay còn được học và phải học ở ông nhiều về phương pháp luận và các phương pháp tiếp cận những sự kiện nhân văn, vừa cụ thể vừa tổng thể."
Ông có những đóng góp quan trọng và quyết định trong xây dựng nền giáo dục của nước Việt Nam Dân chủ Cộng hòa. Tôn chỉ và tâm huyết của ông trong sự nghiệp xây dựng nền giáo dục ấy được Nguyễn Văn Huyên thể hiện qua bài diễn văn nổi tiếng đọc trong lễ khai giảng năm học đầu tiên của Đại học quốc gia Việt Nam ngày 15 tháng 11 năm 1945: "Trong buổi lễ hôm nay, anh em giáo sư và sinh viên chúng tôi muốn tỏ rõ cho thế giới biết rằng trong giờ phút nghiêm trọng của tiền đồ Tổ quốc này, dân tộc Việt Nam, ngoài công cuộc đấu tranh bằng xương máu trên chiến địa cũng nỗ lực tham gia vào công cuộc tiến triển văn hoá của nhân loại. Chúng tôi muốn rằng nền đại học mới này là một lực lượng mạnh trong những lực lượng của Việt Nam. Chúng tôi muốn nó làm một thành luỹ để trường kỳ kháng chiến phục hồi hoàn toàn lãnh thổ, và giải phóng tinh thần cho dân tộc chúng tôi là một dân tộc văn hiến có ngoài nghìn năm lịch sử độc lập và đã tự gây nên một nền văn minh đặc sắc trên ven bể Thái bình dương này." 

## Tặng thưởng và Tôn vinh
Ông được truy tặng Giải thưởng Hồ Chí Minh đợt 2 (năm 2000) về khoa học xã hội và nhân văn, huân chương Độc lập hạng nhất.
Tên ông được đặt cho một phố chạy ngang qua Bảo tàng Dân tộc học Việt Nam ở Hà Nội nơi con trai ông, PGS. TS. Nguyễn Văn Huy, từng làm giám đốc (1995-2006). Ngoài ra, tên của ông còn được đặt tên cho một trường Trung học cơ sở ở quê hương ông (huyện Hoài Đức - Hà Nội) trên địa bàn xã Sơn Đồng; và một trường Trung học phổ thông ở tỉnh Tuyên Quang. Gia đình ông cũng đã thành lập Trường Nguyễn Văn Huyên ở quận Đống Đa, Hà Nội, do con gái thứ hai của ông, PGS. TS. Nguyễn Bích Hà, làm hiệu trưởng.

## Gia đình
Phu nhân là bà Vi Kim Ngọc con gái của nguyên Tổng đốc Thái Bình Vi Văn Định. Ông bà có với nhau 4 người con:
1. Nguyễn Kim Nữ Hạnh (1937-2010), hay Nguyễn Kim Hạnh, nguyên kỹ sư thông tin của Tổng cục Đường sắt, tác giả cuốn hồi ký "Tiếp bước chân cha".
2. Nguyễn Kim Bích Hà, hay Nguyễn Bích Hà, Phó giáo sư, Tiến sĩ hóa học, Hiệu trưởng Trường dân lập Nguyễn Văn Huyên (Hà Nội).
3. Nguyễn Kim Nữ Hiếu, Đại tá, Phó giáo sư, Tiến sĩ y khoa, Thầy thuốc nhân dân, nguyên Phó giám đốc Bệnh viện Trung ương Quân đội 108. Chồng bà là GS. TS Nhà giáo Nhân dân Nguyễn Lân Dũng.
4. Nguyễn Văn Huy, Giáo sư, Tiến sĩ, nguyên Giám đốc Bảo tàng Dân tộc học Việt Nam.